# Tervuren
Tervuren é um município da Bélgica localizado no distrito de Leuven, província de Brabante Flamengo, região da Flandres.

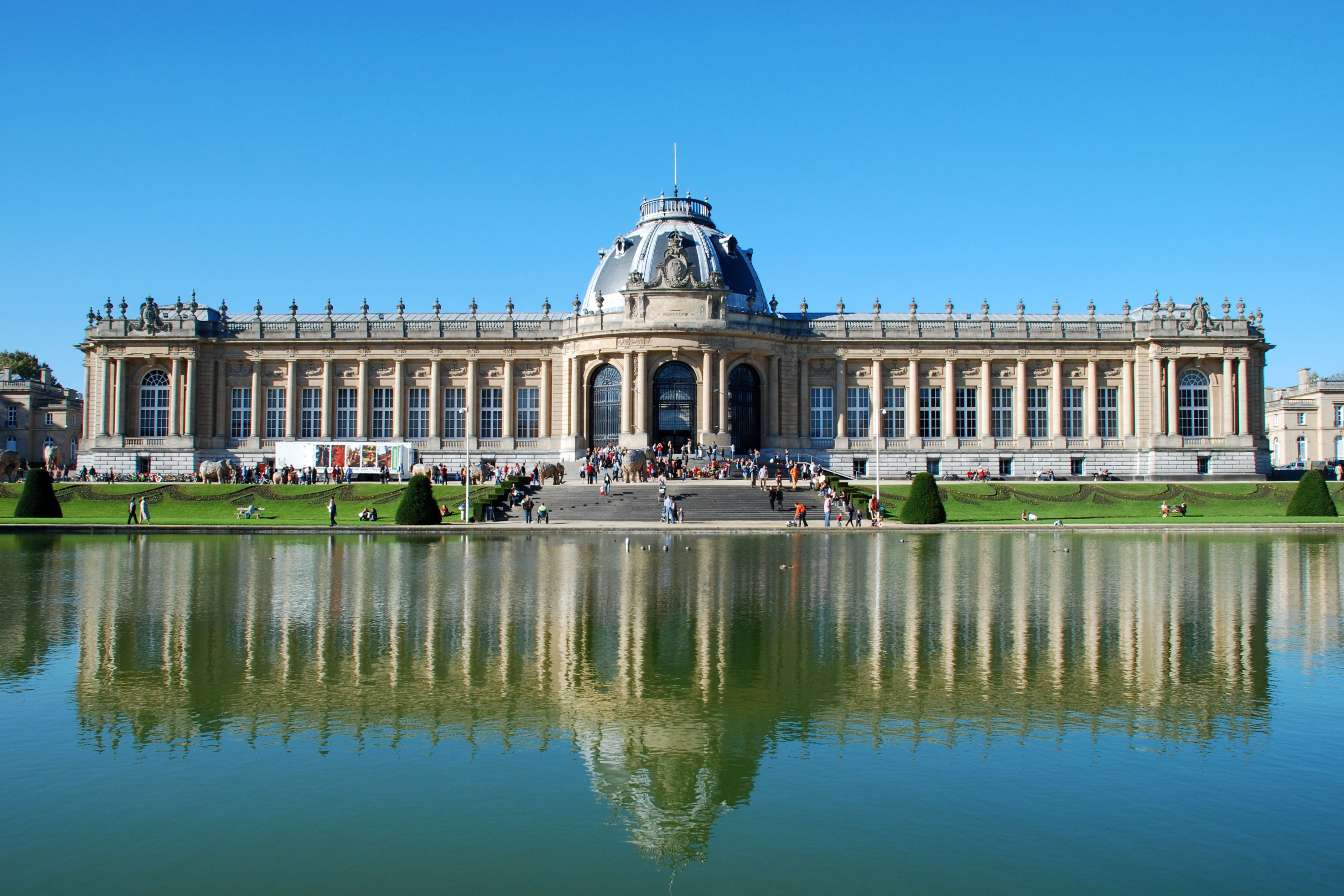
Museu Real para a África Central.